# صموئيل جاكسون (محامي)
صموئيل جاكسون (بالإنجليزية: Samuel Jackson)‏ هو محامي نيوزيلندي، ولد في 16 أبريل 1831، وتوفي في 29 يوليو 1913 في Remuera ‏ في نيوزيلندا.